# Footsteps -10th anniversary Complete Best-
『footsteps 〜10th Anniversary Complete Best〜』(フットステップス テンフアニバーサリー コンプリートベスト)は松たか子の3枚目のベストアルバム。
2008年6月25日発売。

## 解説
- 「MATSU TAKAKO SINGLE COLLECTION 1999-2005」以来のベストアルバム。

- 松たか子歌手デビュー10周年を記念したベストアルバム。

- Disc 3の曲は歌詞カードに本人のライナーノーツがついている。

- 初回盤のDVDには過去のミュージックビデオを収録。

## 収録曲
Disc 1
1. 明日、春が来たら
2. I STAND ALONE
3. WIND SONG
4. 真冬のメモリーズ
5. サクラ・フワリ
6. ごめんね。
7. Stay with me
8. 夢のしずく
9. 月のダンス
10. 桜の雨、いつか
11. 優しい風

Disc 2
1. コイシイヒト
2. 花のように
3. Clover
4. 明日にくちづけを
5. ほんとの気持ち
6. 時の舟
7. 未来になる
8. 明かりの灯る方へ
9. みんなひとり
10. 明日、春が来たら 97-07

Disc 3
1. 空の鏡
2. 沈丁花
3. 日曜は何処へ行った?
4. home
5. 黄昏電車
6. Welcome back
7. 水溜まりの向こう
8. 山手駅
9. 僕らがいた
10. 幸せの呪文
11. now and then
12. おやすみ

### DVD
- ミュージック・ビデオ

1. I STAND ALONE
2. 真冬のメモリーズ
3. サクラ・フワリ
4. 夢のしずく
5. 桜の雨、いつか
6. コイシイヒト
7. 花のように
8. 明日にくちづけを
9. ほんとの気持ち
10. 未来になる
11. 明かりの灯る方へ
12. みんなひとり